# Acharnés (série télévisée)
Pour les articles homonymes, voir Beef.
Acharnés (Beef) est une série télévisée dramatique américaine créée par le réalisateur coréen Lee Sung Jin, et mise en ligne le 6 avril 2023 sur Netflix. Elle met en vedette Steven Yeun et Ali Wong dans le rôle de Danny Cho et Amy Lau qui se confrontent à la suite d'une rage au volant.

## Synopsis
Un presqu'accident dans le parc de stationnement d'un magasin de bricolage transforme deux inconnus en ennemis et les mène à une escalade d'actes de vengeance. En parallèle, Amy et Danny découvrent l'identité et la famille de l'autre et s'impliquent de plus en plus dans la vie de chacun.

## Distribution

### Acteurs principaux
- Steven Yeun (VF : Benoît Du Pac) : Danny Cho, un entrepreneur malchanceux qui est impliqué dans un incident de roadrage[1].
- Ali Wong (VF : Geneviève Doang) : Amy Lau, propriétaire d'une petite entreprise de vente de plantes appelée Kōyōhaus. Elle est l'autre partie dans l'incident de roadrage avec Danny.
- Joseph Lee (VF : Stéphane Fourreau) : Joji « George » Nakai, sculpteur, père au foyer et mari d'Amy qui vit dans l'ombre de son défunt père qui était un célèbre artiste.
- Young Mazino (VF : Simon Koukissa-Barney) : Paul Cho, frère cadet de Danny qui souffre d'une crise de la vingtaine et partage son temps entre les jeux, l'investissement cryptomonnaies et la musculation.
- David Choe (VF : Emmanuel Gradi) : Isaac Cho, cousin de Danny qui a récemment été libéré de prison.
- Patti Yasutake (VF : Marie-Martine) : Fumi Nakai, belle-mère d'Amy et la mère de George.

### Acteurs récurrents
- Maria Bello (VF : Déborah Perret) : Jordan, une femme riche qui dirige Forsters, un magasin de bricolage.
- Ashley Park (VF : Céline Legendre-Herda) : Naomi, la belle-sœur de Jordan et mère au foyer dans le quartier de Calabasas d'Amy.
- Mia Serafino (VF : Anaïs Delva) : Mia, une femme qui travaille aux côtés d'Amy à Kōyōhaus.
- Remy Holt (VF : Elia-Carmine Robbe) : June Nakai, la fille unique d'Amy et George.
- Justin H. Min (VF : Nicolas Djermag) : Edwin, un dirigeant d'une église coréenne du comté d'Orange.
- Alyssa Gihee Kim : Veronica, l'ex-petite amie de Danny et la femme d'Edwin.
- Andie Ju : Esther, une amie d'Edwin et Veronica.
- Andrew Santino (VF : Benjamin Gasquet) : Michael, l'un des amis d'Isaac.
- Rek Lee (VF : Anatole Yun)  : Bobby, un autre ami d'Isaac.

### Invités
- Hong Dao (vi) : Hanh Trinh Lau[2], la mère d'Amy qui est une immigrante vietnamienne.
- Kelvin Han Yee : Bruce Lau[2], le père d'Amy qui est un homme sino-américain ayant grandi dans le Midwest.
- Ione Skye[3] : femme mystérieuse.

## Production
Le projet, lancé par le réalisateur coréen Lee Sung Jin et mettant en vedette Steven Yeun et Ali Wong, est annoncé pour la première fois en mars 2021, après la mise aux enchères des droits de la série, remportée par Netflix. En décembre, Lee Isaac Chung aurait tourné l'épisode pilote. En mars 2022, le casting complet est annoncé avec notamment David Choe et Patti Yasutake. Il est également révélé que plusieurs épisodes dont l'épisode pilote  seront finalement réalisés par la réalisatrice japonaise Hikari (ja).
Le tournage de la série débute en avril 2022.
Lee Sung Jin annonce que la série va s'étendre sur trois saisons : « J'ai encore beaucoup d'idées pour poursuivre cette histoire. Je pense que si nous avons la chance d'avoir une deuxième saison, il y a beaucoup de choses à faire avec les personnages de Danny et Amy. J'ai un fil conducteur que je ne peux pas encore vraiment révéler, mais j'ai actuellement trois saisons tracées dans ma tête ».

## Diffusion
Acharnés a été révélé au Festival SXSW 2023 le 18 mars 2023. La série a ensuite été diffusée internationalement Netflix le 6 avril 2023.

## Épisodes
1. Les oiseaux ne chantent pas, ils crient de douleur (The Birds Don't Sing, They Screech in Pain)
2. L'Extase d'être vivant (The Rapture of Being Alive)
3. Le Cri qui m'habite (I Am Inhabited by a Cry)
4. Tout avoir, mais pas en même temps (Just Not All at the Same Time)
5. Des créatures secrètes et égocentriques (Such Inward Secret Creatures)
6. On trace un cercle magique (We Draw a Magic Circle)
7. Je suis une cage (I am a Cage)
8. Le Drame du choix originel (The Drama of Original Choice)
9. Le Fabricateur d'illusions (The Great Fabricator)
10. Imaginer la lumière (Figures of Light)

## Accueil critique
Sur l'agrégateur de critiques Rotten Tomatoes, 98 % des 91 critiques sont positives, avec une note moyenne de 8,4/10. Le consensus critique du site est le suivant : « Ali Wong et Steven Yeun forment une paire d'adversaires diaboliques dans Acharnés, une comédie de premier ordre qui trouve le pathos dans la mesquinerie ». Metacritic, qui utilise une moyenne pondérée, assigne un score de 86 sur 100 basé sur 33 critiques, ce qui indique un « succès universel ».

## Distinctions

### Récompenses
- Golden Globes 2024 : 
  - Meilleure mini-série ou du meilleur téléfilm
  - Meilleur acteur dans une mini-série ou un téléfilm pour Steven Yeun
  - Meilleure actrice dans une mini-série ou un téléfilm pour Ali Wong